# هانز بالدونغ

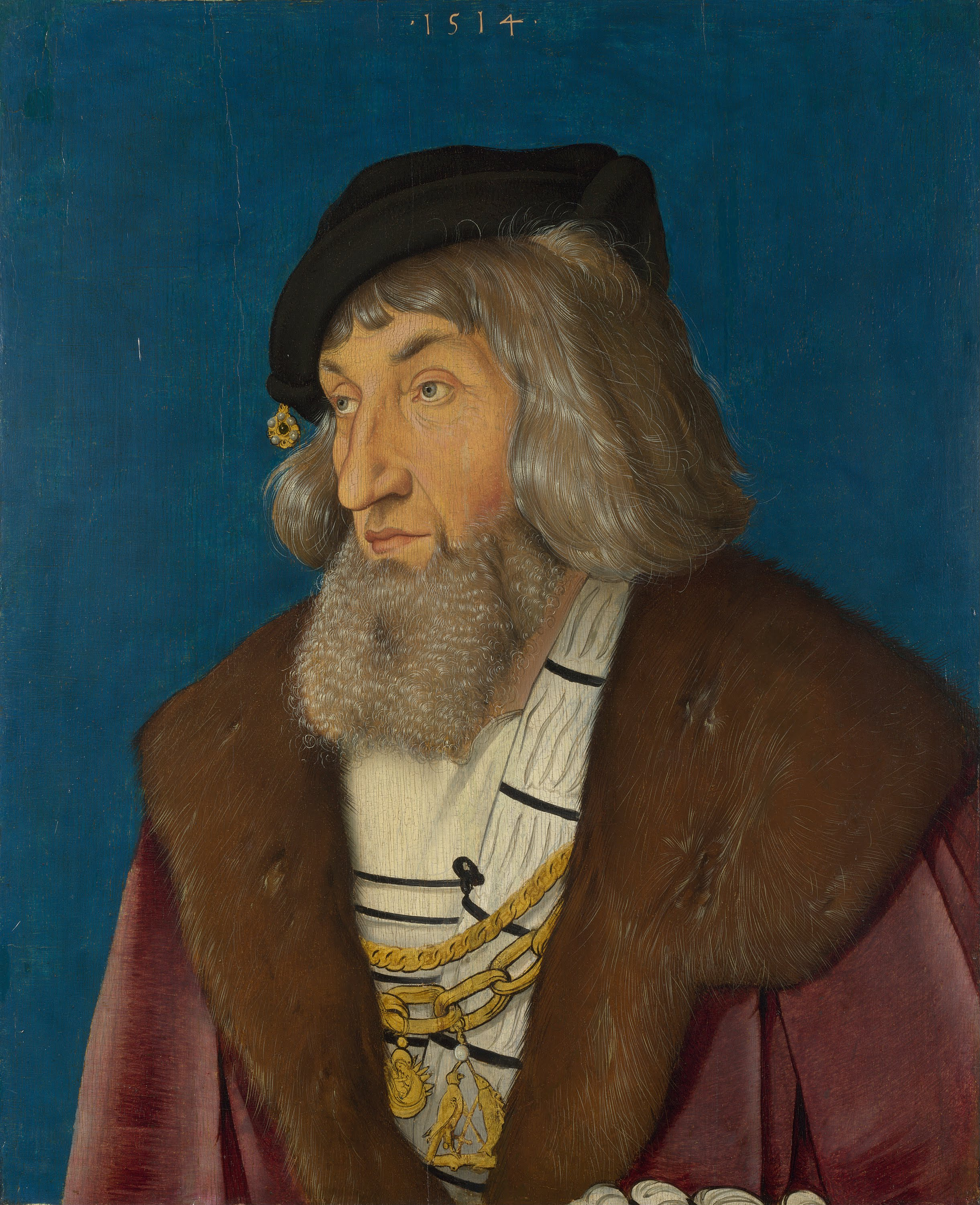
لوحة شخصية لرجل

هانز بالدونج غرين أو جرون (بالألمانية: Hans Baldung)‏ (حوالي 1484م - سبتمبر 1545م)، فنانٌ ألماني في الرسم والطباعة ويعتبر أكثر طلاب آلبرخت دورر موهبةً. طوال حياته، طور بالدونج أسلوبًا مميزًا مليئًا بالألوان والتعبير والخيال. كانت مواهبه متنوعة، وأنتج مجموعة كبيرة ومتنوعة من الأعمال بما في ذلك الصور الشخصية والنقوش الخشبية ولوحات المذبح والرسومات والمنسوجات والزخارف الأسطورية.

## نشأته
ولد هانز بالدونج في شوابيا بألمانيا عام 1484م تقريباً لعائلة من المثقفين والأكاديميين والمهنيين. كان والده محامياً وعمه طبيباً، وحافظ العديد من أفراد عائلته على درجات مهنية. في الواقع، كان بالدونج أول ذكر في عائلته لا يلتحق بالجامعة، ولكنه كان واحدًا من أوائل الفنانين الألمان الذين انحدروا من عائلة أكاديمية. بدأ تدريبه المبكر كفنان نحو عام 1500م في راينلاند العليا بإشراف فنان من ستراسبورغ.

## الحياة كطالب في دورر
ابتداءً من عام 1503م، خلال «سنوات المهارة» المطلوبة من الفنانين في ذلك الوقت، أصبح بالدونج مساعدًا لألبريشت دورر. هنا، ربما أطلق عليه لقب «غرين». يعتقد أن هذا الاسم جاء من تفضيل اللون الأخضر: يبدو أنه كان يرتدي ملابس خضراء. ربما أطلق عليه هذا الاسم أيضًا لتمييزه عن اثنين آخرين على الأقل اسمهما هانز في متجر دورر، وهما هانز سكيفيلين وهانز سويس فون كولمباك. أدرج هانز لاحقًا اسم «غرين» في المونوغرام خاصته، واقتُرح أيضًا أن الاسم جاء عن وعي أو ترديد لكلمة غرين هالس، وهي كلمة ألمانية تعني الساحرة، وإحدى شاراته الموسيقية. اختار هانز بسرعة تأثير دورر وأسلوبه، وأصبحا صديقين: يبدو أن بالدونج قد أدار ورشة دورر خلال الإقامة الثانية للأخير في البندقية. في رحلة لاحقة إلى هولندا عام 1521م، سجل دفتر حسابات دورر الذي أخذه معه وباع مطبوعات من بالدونج. عند وفاة دورر، استلم بالدونج ضفيرة من شعره، ما أشار إلى صداقة وثيقة. بالقرب من نهاية سنوات نورمبرج، أشرف غرين على إنتاج دورر للزجاج الملون والنقوش الخشبية والنقوش الحفرية وبالتالي طور تقاربًا مع هذه الوسائط وتسليم سيد نورمبرج لها.

## ستراسبورغ
في عام 1509م، عندما اكتمل وقت بالدونغ في نورمبرغ، عاد إلى ستراسبورغ وأصبح مواطنًا هناك. أصبح من المشاهير في المدينة، وتلقى العديد من اللجان الهامة. في العام التالي تزوج من مارغريت هيرلين، ابنة تاجر محلي، وانضم إلى نقابة «زور ستيلتز» وافتتح ورشة عمل، وبدأ في توقيع أعماله مع حرف إتش جي بي الذي استخدمه لبقية حياته المهنية. كما أصبح أسلوبه فرديًا بشكل متعمد- استخدم المؤرخون في فن الميول مصطلح «الأسلوب المتكلف أو المصطنع» لوصفه.

## السحر والصور الدينية
بالإضافة إلى الموضوعات الدينية التقليدية، أولى بالدونغ اهتماماً خلال هذه السنوات بالمظهر الدنس لقرب الموت ومشاهد السحر والشعوذة. ساعد في إدخال مواضيع خارقة ومثيرة في الفن الألماني، على الرغم من أنها كانت موجودة بالفعل بشكل كبير في عمل دورر. والأكثر شهرة، أنه يصور السحرة، يُعد هذا أيضًا من الاهتمامات المحلية إذ درس إنسانيو ستراسبورغ السحر واتُهم أسقفها بالعثور على الساحرات ومحاكمتهم. أكثر أعماله تميزًا في هذا المجال صغيرة الحجم ومعظمها في الرسم. وتشمل سلسلة من الرموز المحيرة، المثيرة في كثير من الأحيان والأعمال الأسطورية التي يتم تنفيذها بالقلم والحبر ولون الجسم الأبيض على الورق المحضر. تقلص عدد الأعمال الدينية لهانز بالدونغ مع الإصلاح البروتستانتي، الذي رفض بشكل عام فن الكنيسة إما تبذيرًا أو لعبادة الأصنام. ولكن في وقت سابق، في نفس الوقت تقريبًا الذي أنتج فيه قطعًا خشبية مهمة من آدم وحواء، أصبح الفنان مهتمًا بالموضوعات المتعلقة بالموت والخارقة والشعوذة والسحر والعلاقة بين الجنسين. بدأ انبهار بالدونغ بالسحر مبكرًا، مع أول طباعة له جياروسكيورو (عام 1510م) استمرت حتى نهاية حياته المهنية.
تم إنتاج عمل هانز بالدونغ غرين الذي يصور السحرة في النصف الأول من القرن السادس عشر، قبل أن يصبح مطاردة الساحرات ظاهرة ثقافية واسعة الانتشار في أوروبا. وفقًا لأحد الآراء، لم يمثل عمل بالدونغ المعتقدات الثقافية واسعة الانتشار في وقت الخلق ولكنه عكس الخيارات الفردية إلى حد كبير. من ناحية أخرى، من خلال عائلته، كان بالدونج أقرب إلى المثقفين البارزين في ذلك الوقت من أي من معاصريه، ويمكنه الاعتماد على الأدب المزدهر حول السحر، وكذلك على تطوير إستراتيجيات قانونية وشرعية لمطاردة السحر. علاوة على ذلك، لم يعمل بالدونغ أبدًا بشكل مباشر مع أي من قادة الإصلاح لنشر المثل الدينية من خلال أعماله الفنية، على الرغم من أنه يعيش في ستراسبورغ المتدينة بشدة، وعلى الرغم من أنه كان مؤيدًا للحركة، ويعمل على المذبح العالي في مدينة مونستر بألمانيا.
كان بالدونغ أول فنان يدمج السحرة والسحر بشكل كبير في أعماله الفنية (قام معلمه ألبريشت دورر بتضمينهم بشكل متقطع ولكن ليس بشكل بارز مثلما يفعل بالدونغ). خلال حياته، كان هناك عدد قليل من المحاكمات ضد السحرة، لذلك، يعتقد البعض أن صور بالدونغ للسحر تستند إلى الفولكلور بدلاً من المعتقدات الثقافية في عصره. على النقيض من ذلك، خلال أوائل القرن السادس عشر، أصبحت الإنسانية شائعة جدًا، وضمن هذه الحركة، تم تقييم الأدب اللاتيني، وخاصة الشعر والهجاء، والذي تضمن بعضه منظوراً حول السحرة يمكن دمجه مع تقاليد ساحرة تراكمت بشكل كبير في أعمال مثل ماليوس مالفيكاريوم. شارك بالدونغ في هذه الثقافة، حيث أنتج ليس فقط العديد من الأعمال التي تصور إنسانيي ستراسبورغ ومشاهد من الفن والأدب القديم، بل وما وصفته أدبيات سابقة عن الفنان بأنها تأخيراته الساخرة في تصويره للسحرة. يعلق جيرت فون دين أوستن على هذا الجانب «بالدونج [يعامل] ساحراته بشكل فكاهي، وهو موقف يعكس وجهة النظر السائدة للإنسانيين في ستراسبورغ في هذا الوقت الذين اعتبروا السحر» شهوة«، وهو أمر كان أكثر تسلية من الجدية». ومع ذلك، فإن فصل النغمة الساخرة عن نية الإهانة الخطيرة القاتلة يثبت أنه من الصعب الحفاظ عليه بالنسبة لبالدونج كما هو الحال بالنسبة للعديد من الفنانين الآخرين، بما في ذلك هيرونيموس بوس المعاصر له. يمثل فن بالدونغ في نفس الوقت المثل المقدمة في الشعر اليوناني والروماني القديم، كما هو حال الفكر السائد ما قبل القرن السادس عشر التي يمكن للسحرة التحكم من خلالها في الطقس، والتي يؤمن بالدونج بأنها قد ألمح إليها في لوحته الزيتية لعام 1523م «سحرة الطقس»، والتي تعرض ساحرتين عاريتين وجذابتين أمام سماء عاصفة.
أدرج بالدونغ بانتظام مشاهد الساحرات وهي تطير في فنه، وهي خاصية كانت موضع خلاف منذ قرون قبل ظهور أعماله الفنية. يُنسب الطيران بطبيعته إلى السحرة من قبل أولئك الذين آمنوا بأسطورة الساباث (بدون قدرتهم على الطيران، الأسطورة مجزأة)، مثل بالدونج، الذي صوره في أعمال مثل «الساحرات يستعدون لتحليق الساباث» (1514م).

## عمله

### الرسم
طوال حياته، رسم بالدونج العديد من الصور، المعروفة بتوصيفاتها الحادة. بينما يفصل دورر بدقة نماذجه، يختلف أسلوب بالدونغ بالتركيز أكثر على شخصية الممثلة، وهو مفهوم مجرد لحالة ذهن النموذج. استقر بالدونغ في نهاية المطاف في ستراسبورغ ثم في فرايبورغ إم بريسغاو، حيث قام بتنفيذ ما يُعتبر تحفة فنية. هنا في لوحة مذبحة مؤلفة من إحدى عشرة لوحة لكاتدرائية فرايبورغ، لا تزال سليمة حتى اليوم، تصور مشاهد من حياة العذراء، بما في ذلك البشارة، الزيارة، المهد، الرحلة إلى مصر، الصلب، أربعة قديسين والمتبرعين. كانت هذه الصور جزءًا كبيرًا من أكبر أعمال الفنان التي تحتوي على العديد من القطع الشهيرة للعذراء.
أقدم الصور التي خصصها له البعض هي قطع المذبح مع الحروف إتش وبي المتداخلة، وتاريخ 1496م، في كنيسة الدير لايتنثال بالقرب من بادن بادن. عمل مبكر آخر هو صورة للإمبراطور ماكسيميليان، رسم في عام 1501م على ورقة كتاب رسم الآن في غرفة الطباعة في كارلسروه. «استشهاد القديس سيباستيان وعيد الغطاس» (الآن برلين، 1507م)، رسمت من أجل الكنيسة ماركت لهاله في ولاية سكسونيا.
كانت طبعات بالدونغ، على الرغم من دوروريسك، فردية جدًا في الأسلوب، وغالبًا ما كانت موضوعية. يظهر فيها القليل من التأثير الإيطالي المباشر. تعد لوحاته أقل أهمية من مطبوعاته. كان يعمل بشكل رئيسي في النقش الخشبي، على الرغم من أنه صنع ستة نقوش خشبية، وواحدة منها تعد جيدة جدًا. انضم إلى الموضة لقطع خشبية جياروسكيورو، مضيفًا لوناً خاصة إلى نحت الخشب لعام 1510م. اعتُمِدَت معظم مئات القطع الخشبية الخاصة به للكتب، كما كان دارجاً في ذلك الوقت؛ قطعه الخشبية «أحادية الورقة» (أي المطبوعات ليست لتوضيح الكتاب) أقل من 100، على الرغم من عدم وجود كتالوجيين يتفقان على الرقم الدقيق.
كرسام غير تقليدي، غالبًا ما كانت معاملته للشكل البشري مبالغًا فيها وغريبة الأطوار (ومن ثم ارتباطه في الأدب التاريخي بالفن مع الأخلاق الأوروبية)، في حين أن أسلوبه الزخرفي -الغزير والانتقائي والقريب إلى النمط «الألماني» المعروف ذاتيًا لسلالة النحاتين من خشب الجير المعاصر- كان مميزًا بنفس القدر. على الرغم من أن بالدونج كان يطلق عليه عادة كورريجيو في الشمال، إلا أن مؤلفاته عبارة عن مزيج غريب من الألوان الصارخة وغير المتجانسة، حيث يتناقض الأسود النقي مع الأصفر الشاحب والرمادي القذر والأحمر النجس والأخضر المتوهج. اللحم هو مجرد تزجيج يتم بموجبه تحديد المعالم بخطوط.
تُعد أعماله ملحوظة لأنها ذات حيد فريد عن رواية عصر النهضة لنموذجه، دورر، وذلك للقوة البرية والرائعة التي يعرضها البعض، ولمواضيعهم الرائعة. في مجال الرسم، تظهر لوحات كل من حواء والثعبان والموت (معرض كندا الوطني) نقاط قوته بشكل جيد. هناك قوة خاصة في لوحة «الموت والعذراء» عام 1517م (بازل)، وفي «ساحرات الطقس» (فرانكفورت)، وفي اللوحات الأثرية لـ «آدم» و«حواء» (مدريد)، وفي الكثير من رسماته للصور الشخصية القوية. أكثر جهود بالدونج الأكثر استدامة هو مذبح فرايبورغ، حيث تتويج العذراء والرسل الإثني عشر، البشارة، الزيارة، المهد والفرار إلى مصر، والصلب، إلى جانب صور المتبرعين، مع بعض من تلك القوة الخيالية التي تركها مارتن شونغوير لمدرسة شوابية.
يُعد معروفًا جيدًا كرسام صورة. رسم كلًا من شارلكان وماكسيمليان الأول. ويخبرنا تمثاله لمارجريف فيليب في معرض ميونيخ أنه كان على اتصال مع عائلة بادن الحاكمة في وقت مبكر من عام 1514م. وفي فترة لاحقة كان يجلس مع مارجريف كريستوفر من بادن، وأوتيليا زوجته، وجميع أطفالهم، ولا تزال الصورة التي تحتوي على هذه الصور في المعرض في كارلسروه. مثل دورر وكراناخ، دعم بالدونج الإصلاح البروتستانتي. كان حاضرًا في النظام الغذائي لأوغسبورغ في عام 1518م، ويمثل أحد نقوشه الخشبية لوثر في شكل شبه قديس، تحت حماية (أو مستوحاة من) الروح القدس، الذي يحوم فوقه في شكل حمامة.

## وصلات خارجية
- Prints & People: A Social History of Printed Pictures, an exhibition catalog from The Metropolitan Museum of Art (fully available online as PDF), which contains material on Hans Baldung (see index)
- Article: Sacred and Profane: Christian Imagery and Witchcraft in Prints by Hans Baldung Grien, by Stan Parchin
- "Hans Baldung Grien", National Gallery of Art
- Hans Baldung in the "A World History of Art"
- Several of Baldung's witches and erotic prints